# Freiherren von Hewen

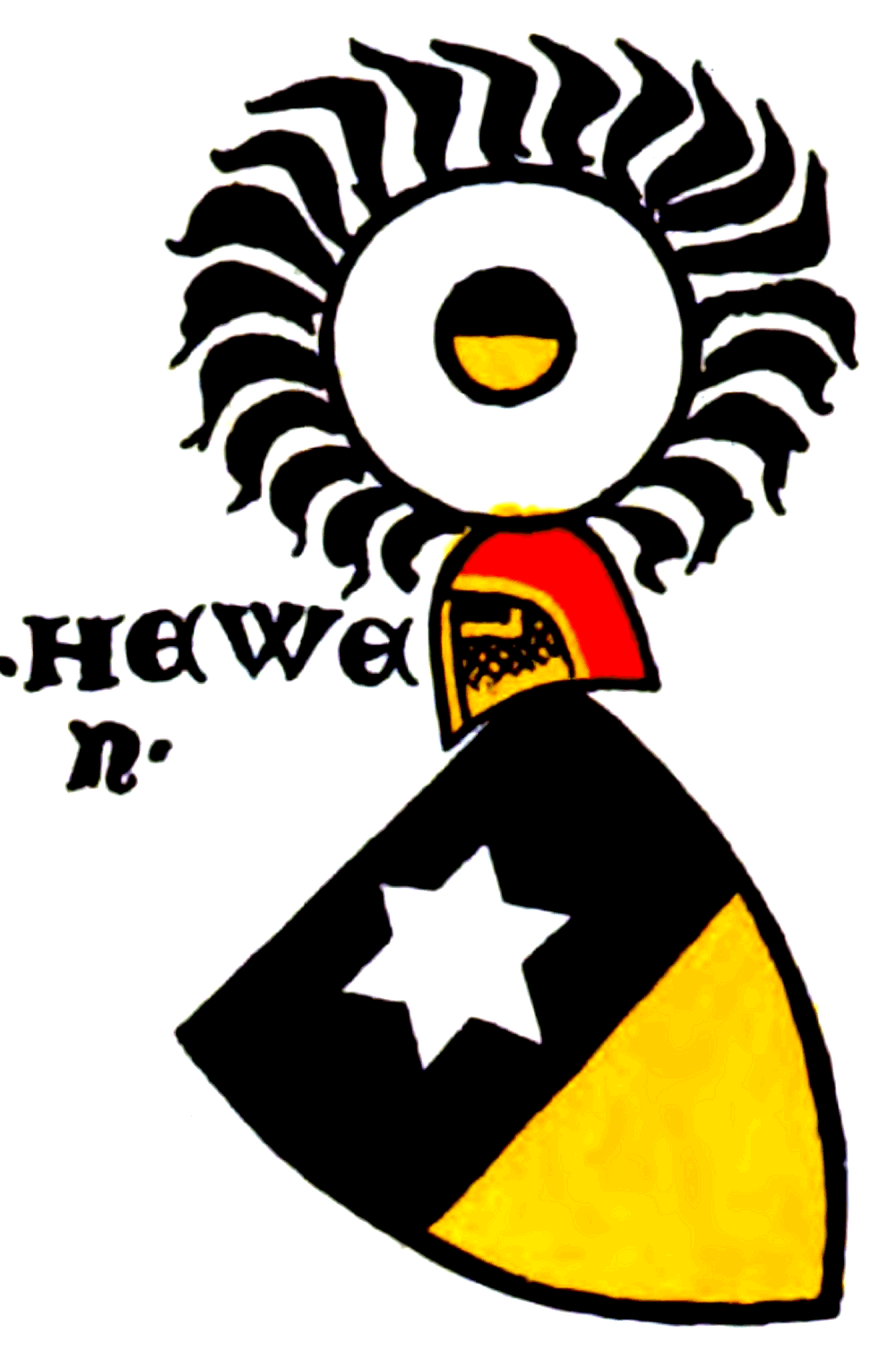
Wappen der Freiherren von Hewen, Zürcher Wappenrolle, ca. 1340

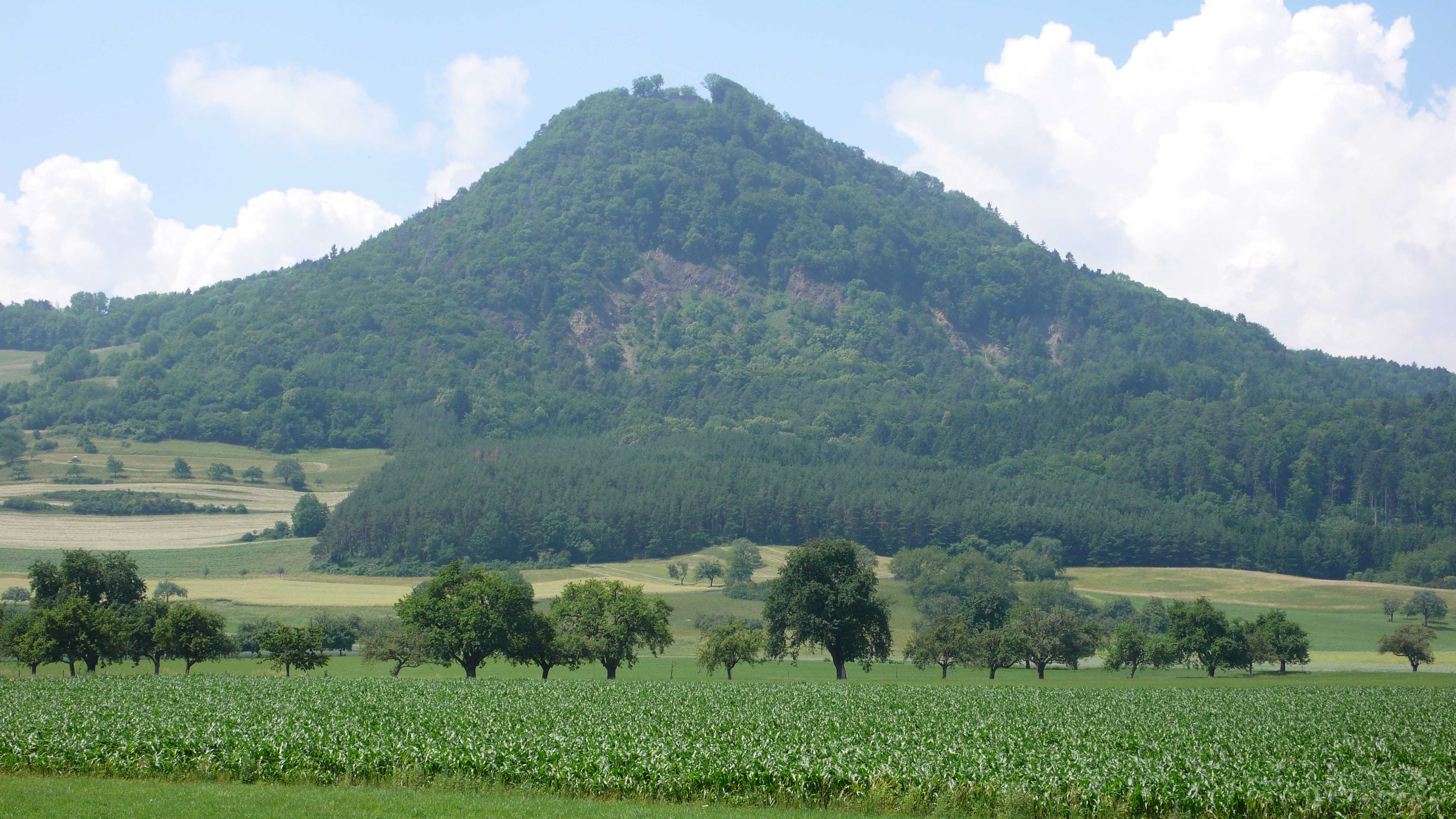
Stammburg der Freiherren von Hewen auf dem Hohenhewen in Engen im Hegau

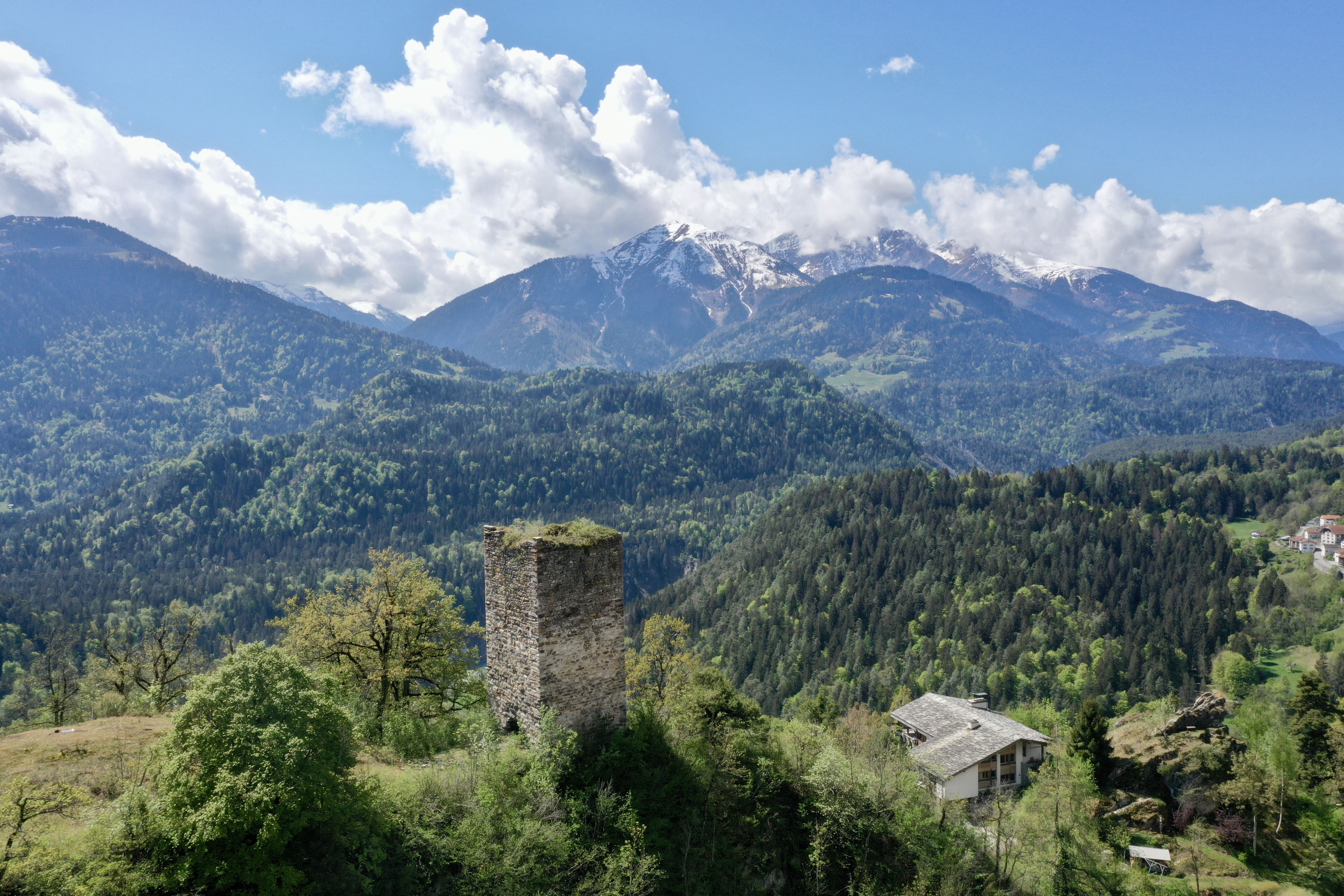
Zuletzt war die Burg Canaschal in Trin Sitz der Freiherren von Hewen

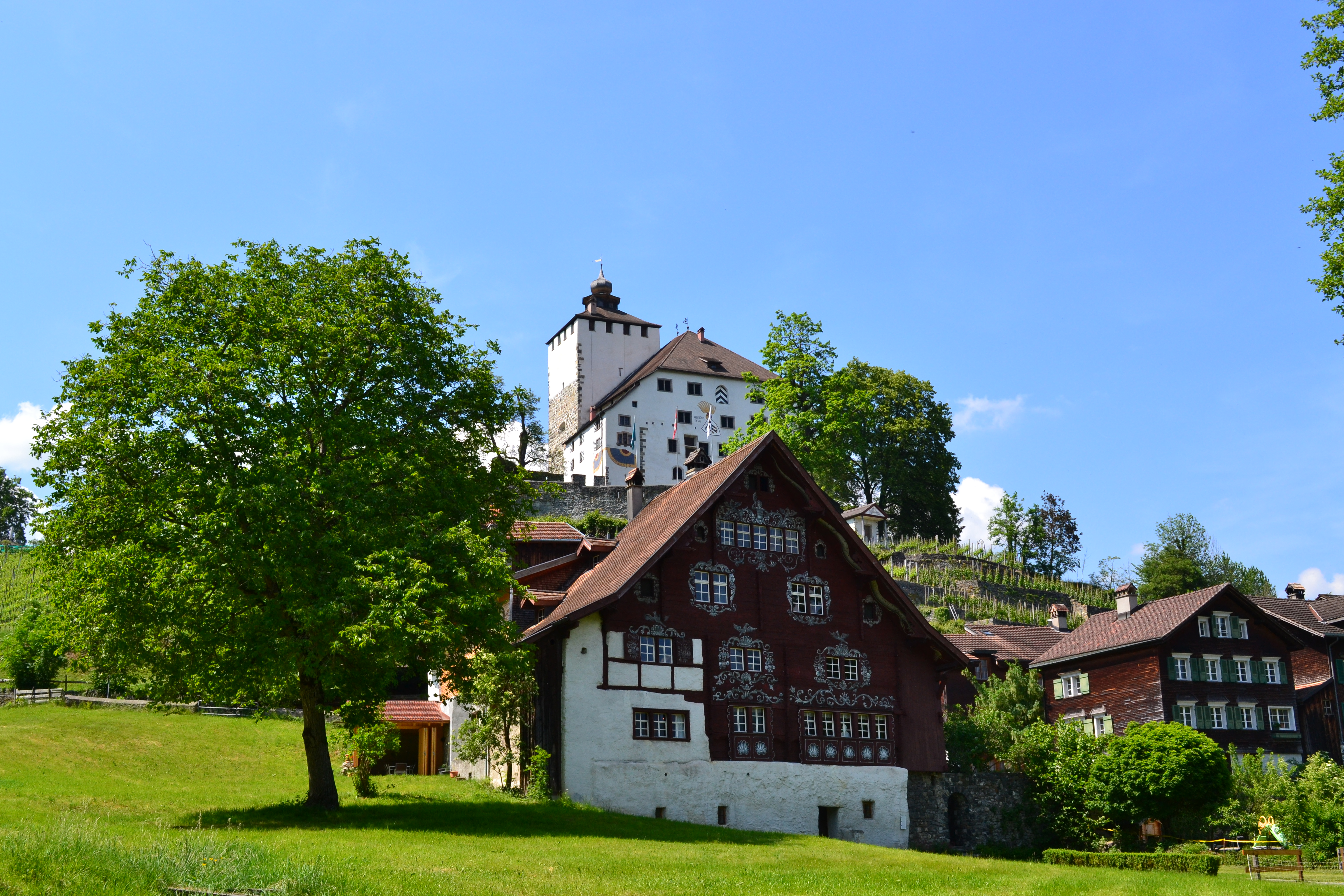
Schlangenhaus mit Schloss Werdenberg, für kurze Zeit im Besitz der Freiherren, bevor sie es an den Stand Glarus weiterverkauften.

Die Freiherren von Hewen waren ein mittelalterliches Freiherrengeschlecht. Sie benannten sich nach ihrer Stammburg auf dem Hohenhewen bei Engen im Hegau.

## Geschichte und ursprüngliches Herrschaftsgebiet
Im Jahr 1050 wurden sie das erste Mal urkundlich als die Herren von Engen benannt. Nach dem Bau ihrer Stammburg benannten sie sich in die Freiherren von Hewen um. Diese Burg wurde spätestens 1170 errichtet. Ab 1172 ist der Name Freiherren von Hewen urkundlich bezeugt. Einer der ersten Freiherren, die den neuen Namen benutzen, war Walter von Hewen. Zum Kern der Herrschaft der Freiherren von Hewen zählten die Stadt Engen und ihre Umgebung. Dazu gehörte die Burg Engen, die Burg Neuhewen, die Hewenegg, die Burg Boll, Tudoburg und die Burg Wildenstein. Residenzstadt war Engen.
1291 trat Rudolf von Hewen in ein Lehensverhältnis zum Haus Habsburg. Er diente diesem 1313 als Hofrichter und dem römisch-deutschen König Friedrich 1322 als Abgesandter.

## Gebietserweiterungen
Im Laufe der Zeit erweiterten die Freiherren von Hewen ihr Herrschaftsgebiet in Richtung Schweiz. So erwarben sie 1365 die Herrschaft Griesenberg im Thurgau und 1428 die Herrschaft Hohentrins in Graubünden. Friedrich von Hewen entschied 1457 in einem Schiedsspruch über die Gebietsgrenzen zwischen Trin und Tamins.
1498 erwarben die Brüder Friedrich Wolfgang und Georg von Hewen die Grafschaft Werdenberg von Mathias von Kastelwart für 24 000 Rheinische Gulden. Zumindest zu diesem Zeitpunkt besassen die Freiherren das Bürgerrecht des Standes Luzern. Das Werdenberg wurde von einem weiteren Mitglied der Familie Bischof Heinrich von Hewen als Vogt, sesshaft in Chur, verwaltet. Im Schwabenkrieg kämpften die Freiherren von Hewen auf Seite der Eidgenossen unter deren Führer Ulrich von Sax. Die Werdenberger wurden für die Sicherung des Oberrheins gegen die Habsburger eingesetzt. Während dieser Zeit wurde die Herrschaft stark verschuldet. 1517 wurde das hoch verschuldete Werdenberg und das Wartau an den Kanton Glarus für 21 500 Rheinische Gulden weiterverkauft. Der Kaufvertrag wurde am 30. März 1517 aufgesetzt und besiegelt.
Dagegen verpfändeten sie 1398 ihr ursprüngliches Herrschaftsgebiet an Leopold von Habsburg, der Engen 1404 an den Grafen Hans von Lupfen verkaufte. Dieser Verkauf war strittig und die Freiherren von Hewen versuchten, die Herrschaft wieder in ihren Besitz zu bekommen. Besonders der Konstanzer Bischof Heinrich von Hewen stritt sich vergeblich mit den Grafen von Lupfen um das Herrschaftsgebiet. Sein Versuch, die Herrschaft Hewen wieder in den Besitz seiner Familie zu bringen, scheiterte.
1414 verlieh König Sigismund die Herrschaft regulär als Reichslehen an Hans von Lupfen. Doch der Streit war damit nicht beendet. 1445 versuchten die Freiherren von Hewen mithilfe der Habsburger die Herrschaft zurückzuerobern. Dabei nahmen sie die Grafen von Lupfen gefangen. Auch 1460 versuchten sie ihre alte Herrschaft zurückzuerobern, indem sie einen Aufstand der Bevölkerung anzettelten. Peter von Hewen vermählte sich 1472 mit der Gräfin Agnes von Lupfen. Damit war der Streit beendet und Engen ging endgültig an die Grafen von Lupfen. Peter von Hewen verzichtete am 13. Mai 1477 auf die Ansprüche an der Herrschaft.
Die Herren von Hewen starben 1570 mit Albert Arbogast von Hewen in männlicher Linie aus. Er war der Sohn von Jerg von Hewen, der 1542 im Türkenkrieg gefallen war. Zuletzt residierten die Freiherren von Hewen in Trin in Graubünden. Die Burg Canaschal ging danach an Johann von Planta.

## Persönlichkeiten
- Burkhard von Hewen, Abt der Reichenau (1253/55–1259)
- Heinrich von Hewen, Bischof von Konstanz (1436–1462)
- Anna von Hewen, Fürstäbtissin des Fraumünsters in Zürich (1429–1484)